# NGC 5121A
NGC 5121A је спирална галаксија у сазвежђу Кентаур која се налази на NGC листи објеката дубоког неба.
Деклинација објекта је - 37° 22' 41" а ректасцензија 13h 25m 32,6s. Привидна величина (магнитуда) објекта NGC 5121 износи 15,1 а фотографска магнитуда 15,7. NGC 5121A је још познат и под ознакама ESO 382-61, MCG -6-30-1, AM 1322-370, PGC 46960.